# Leskeella nervosa
Leskeella nervosa är en bladmossart som beskrevs av Leopold Loeske 1903. Leskeella nervosa ingår i släktet Leskeella och familjen Leskeaceae. Inga underarter finns listade i Catalogue of Life.